# Kytaïhorodka
Kytaïhorodka (ukrainien : Китайгородка) - un village en Ukraine, dans le district de Tomakiv, dans la région de Dnipropetrovsk. La population est de 525 habitants.

## Emplacement géographique
Le village de Kytaïhorodka est situé sur l’une des sources de la rivière Komyshuvat Sura. L'autoroute P73 passe par.